# Гура Костянтин Олексійович
Костянти́н Олексі́йович Гура́ (25 травня 1925, Київ) — доктор геолого-мінералогічних наук, професор.

## Біографічні відомості
Народився 25 травня 1925 року в м. Київ.
Доктор геолого-мінералогічних наук, професор.
В 1950 р. закінчив Київський державний університет імені Т. Шевченка та аспірантуру при кафедрі геофізичних методів пошуків та розвідки корисних копалин (кафедра геофізики) цього університету.
- З 1951 р. — асистент кафедри геофізичних методів пошуків та розвідки родовищ корисних копалин геологічного факультету.
- З 1954 р. — старший викладач тієї ж кафедри.
- З 1956 р. — доцент кафедри.
- З 1972—1974 рр. — виконувач обов'язків завідувача кафедри.
- З 1988—1998 рр. — професор кафедри геофізики.
- З 1998—2001 рр. головний та провідний науковий співробітник НДЧ.

Викладав курси «Теорія поля», «Магнеторозвідка» та «Інтерпретація магнітних аномалій».

### Родина
Син — Гура  Віктор Костянтинович (нар. 1950), доктор історичних наук, професор.

## Наукові зацікавлення
Основний напрямок наукової діяльності: проблеми інтерпретації даних магнетометрії.

## Праці
Автор понад 70 наукових видань, з яких 2 навчальних посібники і 4 монографії:
- Гура К. А. Таблично-аналітична інтерпретація магнітних аномалій/ Навчальний посібник. — Київ, УМА.: 1990.— 147 с.
- Гура К. О., Грищук П. І. Інтерпретація магнітних аномалій в автоматизованому режимі/Навч. посібник. — Київ, ВПЦ Київський університет: — 155 с.
- Гура К. А. Інтерпретація магнітних аномалій над сферичними об'єктами, штоками, пластоподібними тілами та контактами // Вид. об'єднання «Вища школа» — 1975. 319 с.

## Відзнаки і нагороди
Нагороджений грамотою Міністерства геології УРСР (1972), грамотою міністра Вищої та середньої спеціальної освіти (1975), знаком Мінвузу СРСР (1984), медалями: Ветеран труда (1986), 1500 річчя Києва (1988).
Учасник німецько-радянської війни, нагороджений Орденом «Вітчизняної війни»; медалями: «За мужність», «Захисника Вітчизни», «За победу над Германией в Великой Отечественной войне» та 15 ювілейними медалями.